# Passiflora apetala
Passiflora apetala är en passionsblomsväxtart som beskrevs av Ellsworth Paine Killip. Passiflora apetala ingår i släktet passionsblommor, och familjen passionsblomsväxter. Inga underarter finns listade i Catalogue of Life.